# ICC Champions Trophy 2009
De ICC Champions Trophy werd in 2009 voor de zesde keer gehouden. Gespeeld werd van 22 september tot 5 oktober in Zuid-Afrika. Australië won voor de tweede achtereenvolgende keer het toernooi.

## Verplaatsing organisatie
In eerste instantie zou het toernooi een jaar eerder en in Pakistan worden gehouden. Omdat veel landen twijfelden aan hun veiligheid wilden ze afzien van deelname. De ICC besloot het toernooi een jaar later te houden. Het eerste reserveland Sri Lanka was geen optie vanwege de weersomstandigheden in de geplande speelperiode. Vervolgens werd Zuid-Afrika aangewezen.

## Opzet
De acht beste testlanden volgens de wereldranglijst mochten deelnemen. Deze werden in twee groepen verdeeld en de nummers een en twee van elke groep plaatsten zich voor de halve finale.

## Wedstrijden

### Eerste ronde
Groep A
| Team       | Gesp. | W | V | G | GR | NRR    | Ptn |
| ---------- | ----- | - | - | - | -- | ------ | --- |
| Australië  | 3     | 2 | 0 | 0 | 1  | +0.510 | 5   |
| Pakistan   | 3     | 2 | 1 | 0 | 0  | +0.999 | 4   |
| India      | 3     | 1 | 1 | 0 | 1  | +0.290 | 3   |
| West-Indië | 3     | 0 | 3 | 0 | 0  | −1.537 | 0   |

| 23 september 2009 14:30 Verslag | West-Indië 133 (34.3 overs) | v | Pakistan 134/5 (30.3 overs) | Pakistan wint met 5 wickets New Wanderers Stadium, Johannesburg |
| 23 september 2009 14:30 Verslag |                             |   |                             | Pakistan wint met 5 wickets New Wanderers Stadium, Johannesburg |
|                                 |                             |   |                             |                                                                 |

| 26 september 2009 09:30 Verslag | Australië 275/8 (50 overs) | v | West-Indië 225 (46.5 overs) | Australië wint met 50 runs New Wanderers Stadium, Johannesburg |
| 26 september 2009 09:30 Verslag |                            |   |                             | Australië wint met 50 runs New Wanderers Stadium, Johannesburg |
|                                 |                            |   |                             |                                                                |

| 26 september 2009 14:30 Verslag | Pakistan 302/9 (50 overs) | v | India 248 (44.5 overs) | Pakistan wint met 54 runs SuperSport Park, Centurion |
| 26 september 2009 14:30 Verslag |                           |   |                        | Pakistan wint met 54 runs SuperSport Park, Centurion |
|                                 |                           |   |                        |                                                      |

| 28 september 2009 14:30 Verslag | Australië 234/4 (42.3 overs) | v | India | No result SuperSport Park, Centurion |
| 28 september 2009 14:30 Verslag |                              |   |       | No result SuperSport Park, Centurion |
|                                 |                              |   |       |                                      |

| 30 september 2009 09:30 Verslag | Pakistan 205/6 (50 overs) | v | Australië 206/8 (50 overs) | Australië wint met 2 wickets SuperSport Park, Centurion |
| 30 september 2009 09:30 Verslag |                           |   |                            | Australië wint met 2 wickets SuperSport Park, Centurion |
|                                 |                           |   |                            |                                                         |

| 30 september 2009 14:30 Verslag | West-Indië 129 (36 overs) | v | India 130/3 (32.1 overs) | India wint met 7 wickets New Wanderers Stadium, Johannesburg |
| 30 september 2009 14:30 Verslag |                           |   |                          | India wint met 7 wickets New Wanderers Stadium, Johannesburg |
|                                 |                           |   |                          |                                                              |

Groep B
| Team          | Gesp. | W | V | G | GR | NRR    | Ptn |
| ------------- | ----- | - | - | - | -- | ------ | --- |
| Nieuw-Zeeland | 3     | 2 | 1 | 0 | 0  | +0.782 | 4   |
| Engeland      | 3     | 2 | 1 | 0 | 0  | −0.487 | 4   |
| Sri Lanka     | 3     | 1 | 2 | 0 | 0  | −0.085 | 2   |
| Zuid-Afrika   | 3     | 1 | 2 | 0 | 0  | −0.177 | 2   |

| 22 september 2009 14:30 Verslag | Sri Lanka 319/8 (50 overs) | v | Zuid-Afrika 206/7 (37.4 overs) | Sri Lanka wint met 55 runs (D/L method) SuperSport Park, Centurion |
| 22 september 2009 14:30 Verslag |                            |   |                                | Sri Lanka wint met 55 runs (D/L method) SuperSport Park, Centurion |
|                                 |                            |   |                                |                                                                    |

| 24 september 2009 09:30 Verslag | Nieuw-Zeeland 214 (47.5 overs) | v | Zuid-Afrika 217/5 (41.1 overs) | Zuid-Afrika wint met 5 wickets SuperSport Park, Centurion |
| 24 september 2009 09:30 Verslag |                                |   |                                | Zuid-Afrika wint met 5 wickets SuperSport Park, Centurion |
|                                 |                                |   |                                |                                                           |

| 25 september 2009 14:30 Verslag | Sri Lanka 212 (47.3 overs) | v | Engeland 213/4 (45 overs) | Engeland wint met 6 wickets New Wanderers Stadium, Johannesburg |
| 25 september 2009 14:30 Verslag |                            |   |                           | Engeland wint met 6 wickets New Wanderers Stadium, Johannesburg |
|                                 |                            |   |                           |                                                                 |

| 27 september 2009 09:30 Verslag | Nieuw-Zeeland 315/7 (50 overs) | v | Sri Lanka 277 (46.4 overs) | Nieuw-Zeeland wint met 38 runs New Wanderers Stadium, Johannesburg |
| 27 september 2009 09:30 Verslag |                                |   |                            | Nieuw-Zeeland wint met 38 runs New Wanderers Stadium, Johannesburg |
|                                 |                                |   |                            |                                                                    |

| 27 september 2009 14:30 Verslag | Engeland 323/8 (50 overs) | v | Zuid-Afrika 301/9 (50 overs) | Engeland wint met 22 runs SuperSport Park, Centurion |
| 27 september 2009 14:30 Verslag |                           |   |                              | Engeland wint met 22 runs SuperSport Park, Centurion |
|                                 |                           |   |                              |                                                      |

| 29 september 2009 14:30 Verslag | Engeland 146 (43.1 overs) | v | Nieuw-Zeeland 147/6 (27.1 overs) | Nieuw-Zeeland wint met 4 wickets New Wanderers Stadium, Johannesburg |
| 29 september 2009 14:30 Verslag |                           |   |                                  | Nieuw-Zeeland wint met 4 wickets New Wanderers Stadium, Johannesburg |
|                                 |                           |   |                                  |                                                                      |

### Halve finale
| 2 oktober 2009 14:30 Verslag | Engeland 257 (47.4 overs) | v | Australië 258/1 (41.5 overs) | Australië wint met 9 wickets SuperSport Park, Centurion |
| 2 oktober 2009 14:30 Verslag |                           |   |                              | Australië wint met 9 wickets SuperSport Park, Centurion |
|                              |                           |   |                              |                                                         |

| 3 oktober 2009 14:30 Verslag | Pakistan 233/9 (50 overs) | v | Nieuw-Zeeland 234/5 (47.5 overs) | Nieuw-Zeeland wint met 5 wickets New Wanderers Stadium, Johannesburg |
| 3 oktober 2009 14:30 Verslag |                           |   |                                  | Nieuw-Zeeland wint met 5 wickets New Wanderers Stadium, Johannesburg |
|                              |                           |   |                                  |                                                                      |

### Finale
| 5 oktober 2009 14:30 Verslag | Nieuw-Zeeland 200/9 (50 overs) | v | Australië 206/4 (45.2 overs) | Australië wint met 6 wickets SuperSport Park, Centurion |
| 5 oktober 2009 14:30 Verslag |                                |   |                              | Australië wint met 6 wickets SuperSport Park, Centurion |
|                              |                                |   |                              |                                                         |